# Phryno incisus
Phryno incisus är en tvåvingeart som först beskrevs av Walker 1871.  Phryno incisus ingår i släktet Phryno och familjen parasitflugor.
Artens utbredningsområde är Egypten. Inga underarter finns listade i Catalogue of Life.